# Kaspar Fabian Gottlieb von Luck
Kasper Fabian Gottlieb von Luck (* 2. Oktober 1723 in Malsow; † 15. Juni 1797 in Münchhofe, Kreis Münsterberg) war ein preußischer Generalmajor und Chef des Infanterieregiments Nr. 53 sowie Amtshauptmann von Alt Ruppin.

## Leben

### Herkunft
Kaspar Fabian Gottlieb war der Sohn des preußischen Leutnants Friedrich Wilhelm von Luck (* um 1694; † 13. Juli 1746), Erbherr auf Malsow und Schönow, Patron von Ostrow bei Sternberg, und dessen Ehefrau Elisabeth Beate von Knobelsdorff (* 11. Juli 1704; † 3. März 1765) aus dem Haus Topper.

### Militärkarriere
1740 kam er als Page an den Hof von König Friedrich II. 1743 wurde er als Premierleutnant in das Infanterieregiment „Hager“ Nr. 38 versetzt. Bereits 1745 wurde er Stabskapitän und am 2. Februar 1750 erhielt er eine eigene Grenadierkompanie. Im Jahr 1757 wurde er Major, 1764 Oberstleutnant und Kommandeur im Regiment „Fouqué“ Nr. 33. Am 28. August 1767 wurde er Oberst und am 12. Februar 1772 Kommandant der Festung Glatz. Etwas später am 4. Juli 1773 erhielt das neuerrichtete Füsilierregiment Nr. 53 und am 13. Juni 1774 bekam er die Ernennung zum Generalmajor. Am 13. Juni 1780 wurde er auf eigenen Wunsch pensioniert.
Seit 1744 hatte er an allen Feldzügen von Friedrich II. teilgenommen. Er kämpfte in den Schlachten von Hohenfriedberg, Prag, Breslau und Kunersdorf. In letzterer wurde er verwundet. Auch bei der Belagerung von Schweidnitz wurde er angeschossen. Im Jahr 1760 kommandierte er im Gefecht am Basberg ein Bataillon Freiwilliger und erhielt für seine Tapferkeit den Orden Pour le Mérite. Im Jahr 1765 erhielt er die Amtshauptmannschaft von Alt Ruppin. Während des Bayerischen Erbfolgekriegs nahm das Regiment noch Sicherungsaufgaben war.

### Familie
Luck war seit 31. Juli 1753 mit Ernestine Caroline von Luck  (* 24. April 1738 in Stettin; † 14. Oktober 1812 in Breslau), Tochter des preußischen Oberstleutnants Christoph Franz von Luck (* 12. Dezember 1688; † 4. April 1743) und der Barbara Eleonore (Constantine) von Niesemeuschel († 1739) verheiratet. Mit ihr hatte er drei Söhne.
- Georg Wilhelm Ernst (* 12. Mai 1754 in Breslau; † 23. Februar 1775), preußischer Leutnant
- Christoph Dietrich Gottlieb (* 28. April 1755; † 7. September 1759)
- Karl Christoph Fabian (* 23. September 1761 in Breslau; † 1787), preußischer Leutnant